# Lebrunia
Lebrunia is een geslacht van zeeanemonen uit de klasse van de Anthozoa (bloemdieren).

## Soorten
- Lebrunia coralligens (Wilson, 1890)
- Lebrunia danae Duchassaing & Michelotti, 1860
- Lebrunia neglecta Duchassaing & Michelotti, 1860